# Jasper Hall Livingston
Pour les autres membres de cette famille, voir Famille Livingston et pour les homonymes, voir Livingston.
Jasper Hall Livingstone, né le 23 mars 1815 à New York et mort le 30 mars 1900 à l'île de Wight, est un diplomate, propriétaire de chevaux, gentleman-rider et sportsman américain.
Il fut chargé d'affaires (secrétaire de légation) sous l'ambassadeur des États-Unis en Espagne, Washington Irving à Madrid et devint plus tard le Maître d’équipage du Pau Hunt « Master of the Pau Hounds » pendant 11 saisons d'hiver non consécutives entre 1847 et 1873,. Il fut un précurseur de la chasse au leurre tout en dédaignant le développement de ce sport fictif (désormais largement pratiqué), alors que certains le jugeaient idéal pour les jeunes cavaliers ou « les impatients et courageux qui chassaient pour monter plutôt que pour chasser »,. 

## Famille
Le plus jeune fils de Henry Brockholst Livingston, juge de la Cour suprême des États-Unis, et précédemment veuf de Catherine (née Seaman) Kortright, Jasper Hall Livingston et sa jumelle, Catherine Louisa Livingston, épouse du député britannique et lieutenant-gouverneur de Sainte-Lucie Maurice Power (en), sont nés à Manhattan. Leur grand-père paternel était William Livingston, premier gouverneur du New Jersey et signataire de la Constitution. Leur tante, Sarah Livingston (en) épousa John Jay, le premier Chief Justice, ou président de la Cour suprême.
Jasper Hall Livingston épousa Mathilda Anne Cecila Morris, la plus jeune fille de Sir John Morris, 2e baronnet de Clasemont (en), le 26 mai 1851 à Douvres, Kent, Angleterre. Le couple passait normalement la saison de chasse hivernale à Pau, où ils possédaient une villa.  Leurs enfants, Florence et Guy sont nés à Pau. Livingston était membre du Cercle anglais (English Club).

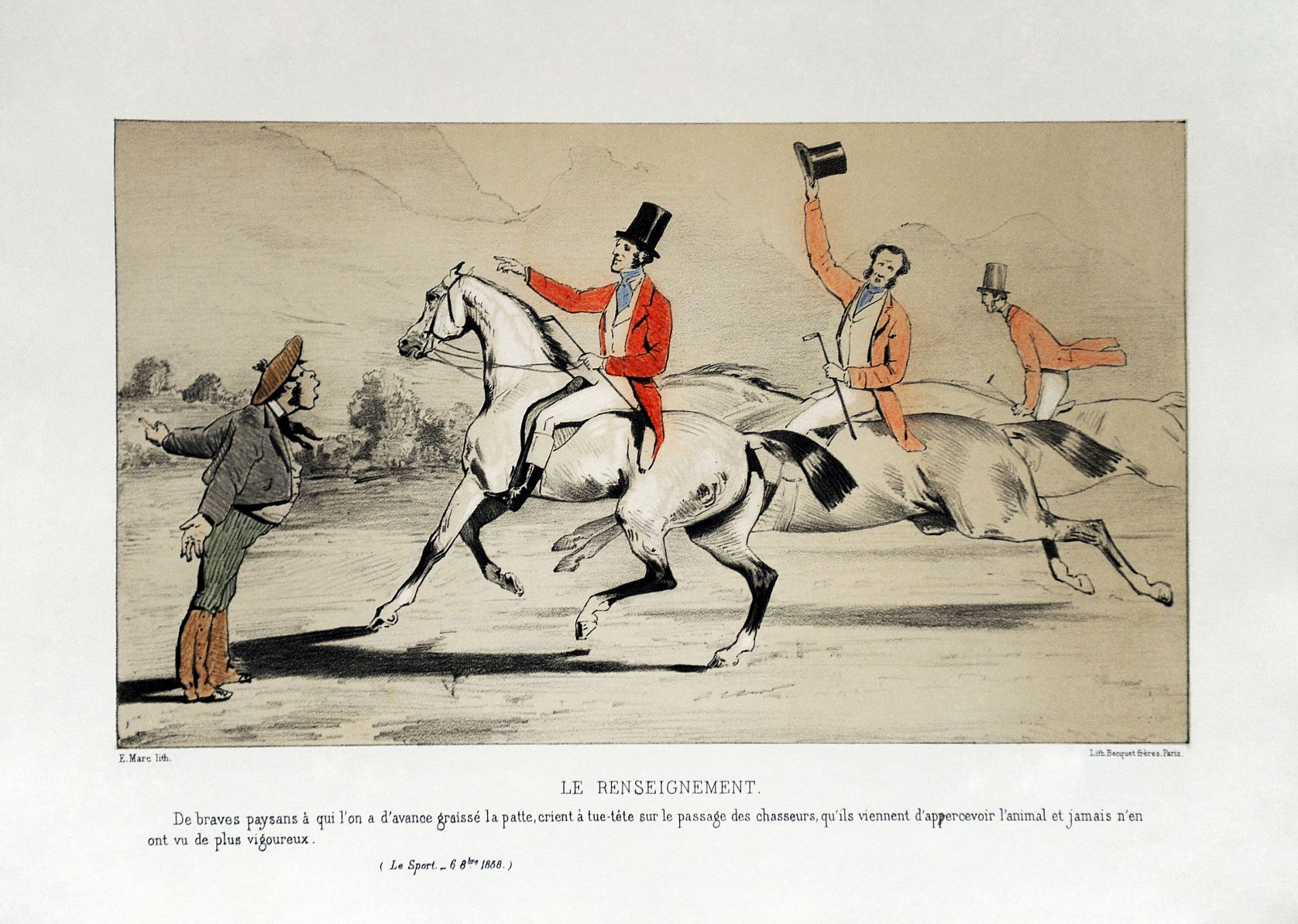
Jasper Hall Livingstone (au centre) avec Richard Lalor Power (à gauche) et Charles Carroll Livingston (à droite)

## Maître d'équipage du Pau Hunt Drags
Il est attesté que Livingston chasse d’abord à Pau pendant la saison 1847–1848 avec son neveu, Charles Carroll Livingston (1832–1904). Livingston aurait été attiré à Pau uniquement pour sa passion pour la chasse au renard et se serait, jeune homme, imprégné de ce sport avec George Osbaldeston (en) et Sir Harry Goodricke (en), tous deux Master du Quorn Hunt (en). On peut attribuer à Livingston d'avoir sauvé l’équipage du Pau Hunt en achetant les chiens de Pery Standish du château de Farley (en). Il a été applaudi pour sa gestion de la chasse ; cependant, certains étrangers l'ont critiqué pour avoir utilisé des renards de sac (Bagman) qui avaient été capturés et relâchés à la fin de la chasse, assurant ainsi une mise à mort et le bien-aller de la meute.
Livingston a organisé la première chasse au leurre tout enregistré à Pau le 26 novembre 1847 en direction de Gardères, sur une distance de 21 km (13 miles) et en une heure. Ce fut une alternative bienvenue au laisser-courre traditionnel. Cette nouvelle manière distrayante de chasser ne posait aucun problème car elle était considérée comme complémentaire à la chasse. Le Drag remplacera ainsi la chasse au renard sur des jours alternés de la semaine, car les renards devenaient moins nombreux. Parmi les participants célèbres du Pau Hunt pendant son mandat de Master, on compte William Hamilton (11e duc de Hamilton), Ward McAllister (en) et Maréchal Bosquet. 
Fin 1858, Le Sport Magazine publie un article du marquis Théodore de Foudras intitulé Anecdotes historiques de la chasse contemporaine, l'état de la chasse étrangère en Béarn : le Pau Hunt Drag.  

« Un homme sûr, adroit et discret, connaissant parfaitement la contrée, part le matin une heure et demie avant la réunion des chasseurs qui doivent courir le drag, part, - dis-je, – des bois et du point même où le rendez-vous général aura lieu plus tard. Sur son dos il porte un sac mystérieux, dans lequel est renfermé un renard d’occasion, le plus habituellement avarié, et il traine derrière lui, attaché à une corde, un bouchon de paille formé d’un peu de litière prise sous le même renard ou sous tout autre individu de son espèce, retenu en captivité pour les futurs plaisirs des sportmen de l’endroit. Il va sans dire que cette paille exhale une odeur dix fois plus pénétrante que la bête elle-même, et qu’une longue procession de renards laisserait moins de fumet sur son passage que ce simulacre empesté. La Figaro de vénerie qui remplit cette mission de confiance, s’en va droit devant lui, par monts et par vaux, choisissant de préférence les points de la contrée où le sol est plus accidenté, de manière à préparer des obstacles naturels sur son parcours, et quand il arrive au terme de sa course à travers champs, il s’arrête, s’embusque derrière un épais buisson qui le dérobe aux regards indiscrets des curieux, et même à ceux des gens qui le payent, les quels savent pourtant qu’il doit être à son poste, et seraient bien fâchés qu’il n’y fut point, et là il attend la meute.
Celle-ci, que l’on a eu bien soin de découpler sur la place même d’où le fameux bouchon de paille est parti, s’est élancée de toute la vitesse de ses jarrets d’acier sue la fausse piste, à laquelle elle a trouvé un parfum exquis et peu difficile à humer au passage, ainsi qu’il est aisé de le comprendre. Quand l’homme au sac l’entend venir, et pour cela il ne faut pas qu’il cesse un seul instant d’être l’oreille au guet, car elle court si vite qu’il ne lui est guère possible de crier bien fort, il lâche son invalide, qui est de plus à moitié mort de peur et aveuglé par l’éclat du grand jour succèdent tout à coup pour lui à l’obscurité profonde au milieu de laquelle il a vécu pendant deux heures au moins. Ce qui se passe alors est facile à prévoir. Le renard, estropié, ahuri, ébloui, est promptement porté bas ; au vif contentement et à l’orgueilleuse satisfaction des nombreux cavaliers qui ont galopé ventre à terre à la suite de l’équipage de l’odeur alléché. 
Tel est le drag dans toute sa simplicité primitive, et cet exposé sans phrase qui dit tout, en ne disant rien de trop, doit suffire, ce me semble, pour mettre le lecteur désintéressé dans la question, c’est-à-dire de bonne foi, à même d’apprécier le genre de plaisir que l’on peut trouver dans cette chasse de nature morte, et le degré de science cynégétique qu’elle exige de la part de ceux qui s’y livrent. Je n’insisterai donc pas davantage sue ce point. »

— Théodore de Foudras, Marquis, Histoire Anecdotique de la Vénerié Contermporaine l'etat actuel de la vénerie d'importation dans le Béarn, LE DRAG DE PAU, Le Sport, 1858.
Cet article a ensuite été illustré avec humour d’une série de treize lithographies par Pierre-Eugène Marc (1819–1885) assemblées sous forme d'album en 1860. Le premier exemplaire connu de cet album a été signée par JH Livingstone le 10 décembre 1860. Trois lithographies par l'artiste A. Duruy ont été publiées dans les éditions suivantes. 
En 1907, un mémoire rédigé entre 1894 et 1896 par Lord Howth (en), qui avait été Master of the Pau Hounds pendant la saison 1879-1880, fut publié déclarant que la vraie chasse avait cessé à Pau entre 1847 et 1863. Il exprime sa condescendance pour une chasse qui se termine par l’intervention d’un Bagman. Il refuse de légitimer Jasper Hall Livingston et Richard Francis Lalor Power en tant que Master of the Pau Hounds pendant cette période et regrette que malheureusement les jeunes Américains du «Wild West» n'aient jamais eu l'occasion de chasser des animaux sauvages avec une meute de chiens.

## Lithographies, Pau Hunt Drags, 1860, Pierre-Eugène MARC (1819-1885), Album de Chasse, le drag de Pau
|  |  |  |  |
|  |  |  |  |
|  |  |  |  |
|  |  |  |  |
|  |  |  |  |